# Pelochyta spitzi
Pelochyta spitzi är en fjärilsart som beskrevs av Rothschild 1933. Pelochyta spitzi ingår i släktet Pelochyta och familjen björnspinnare. Inga underarter finns listade i Catalogue of Life.